# 土師半六
土師 半六（はぜ はんろく、1911年（明治44年）10月26日 - 1996年（平成8年）11月27日）は、日本の政治家。第14代堺市長。大阪府議会議員（4期）、府会副議長（第58代）。

## 略歴・人物
天王寺師範学校（現・大阪教育大学天王寺キャンパス）を卒業し、小学校の教諭となる。
太平洋戦争後の1947年（昭和22年）3月、泉北郡取石国民学校の校長となり（4月から泉北郡取石村立小学校。現・高石市立取石小学校）、陳情に上京した際に地元選出の衆議院議員の西村栄一に政界入りを誘われて村会議員に。1949年に泉北郡から大阪府議に当選し、以後党籍を右派社会党→日本社会党→民主社会党・民社党と変えながら府議4選。1964年から1年間府会副議長を務めた（第58代）。
長らく堺市長を務めた河盛安之介の引退を受けた1971年の堺市長選に立候補。民社党の支持基盤である民間労組の固い支持に加え分裂状態だった保守系の支持も取り込んで、社会党や共産党の候補を抑えて初当選した。
堺市長に当選した翌日に、土師は上京し病床で危篤状態にあった西村栄一を見舞った。奇跡的に意識を取り戻した西村は「よかった、よかった」とわがことのように喜び、そのまま数時間後に眠るように息を引き取ったという。
翌1972年に浪速医科大学（仮称、不認可）開学をめぐる詐欺・横領が摘発されると政治家などへの資金工作が表面化し、土師市長にも留守時に100万円の現金が付け届けされていたことが判明する。この現金は返却したものの検察から収賄と認定され5月2日に逮捕。土師は処分保留のまま5月中に釈放され続く6月に提出された不信任決議案も否決されたが、捜査が進んで事件の全容が明らかになるにつれ市民や野党からの批判が噴出。9月には再度不信任決議案上程され可決、更なる市政の混乱を避けるため議会を解散せず10月に辞職した。